# Valdeflores (Sevilla)
Valdeflores es una localidad española del municipio de El Castillo de las Guardas, perteneciente a la provincia de Sevilla, en la comunidad autónoma de Andalucía.

## Historia
Hacia mediados del siglo XIX, el lugar, ya por entonces perteneciente al Castillo de las Guardas, tenía contabilizada una población de 93 habitantes. La localidad aparece descrita en el decimoquinto volumen del Diccionario geográfico-estadístico-histórico de España y sus posesiones de Ultramar de Pascual Madoz de la siguiente manera:

VALDEFLORES: ald. ó cas. agregado al ayunt. del Castillo de las Guardas, de donde dista 1 leg. en la prov. y dióc de Sevilla (9), part. jud. de Sanlúcar la Mayor (9). sit. en el camino de Sevilla á Sierra Nevada, por el que con dificultad transitan carreías, siendo algo mas cómoda la vereda que le pone en comunicacion con su matriz: sus tierras calmas son de inferior calidad, y las de monte pobladas de encinas, procuciendo aquellas trigo, cebada y centeno; tambien se cria algun ganado, especialmente cabrio, y caza de conejos y perdices. Tiene 23 casas, igual número de vec. y 93 alm. riqueza y contr.: con el ayunt.
(Madoz, 1849, p. 270)

En 2022, la entidad singular de población tenía empadronados 104 habitantes y el núcleo de población 95 habitantes.